# ベツレヘム大学

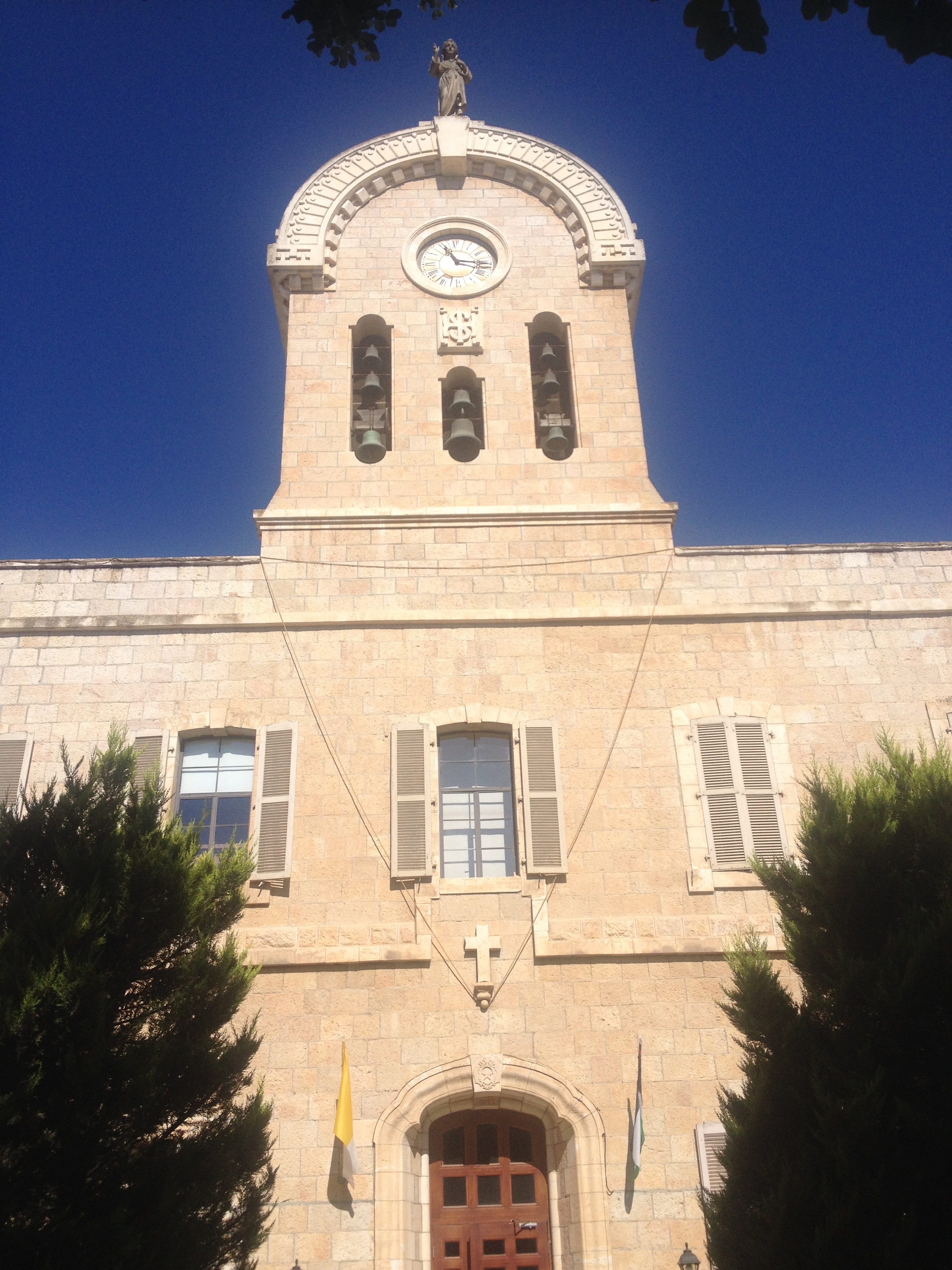
ベツレヘム大学本館

ベツレヘム大学（アラビア語: الجامعة بيت لحم、英語: Bethlehem University）は、パレスチナのヨルダン川西岸地区のベツレヘムにある大学。1973年に、ヨルダン川西岸地区ではじめて設立された大学である。